# Trappistenabtei Rochefort

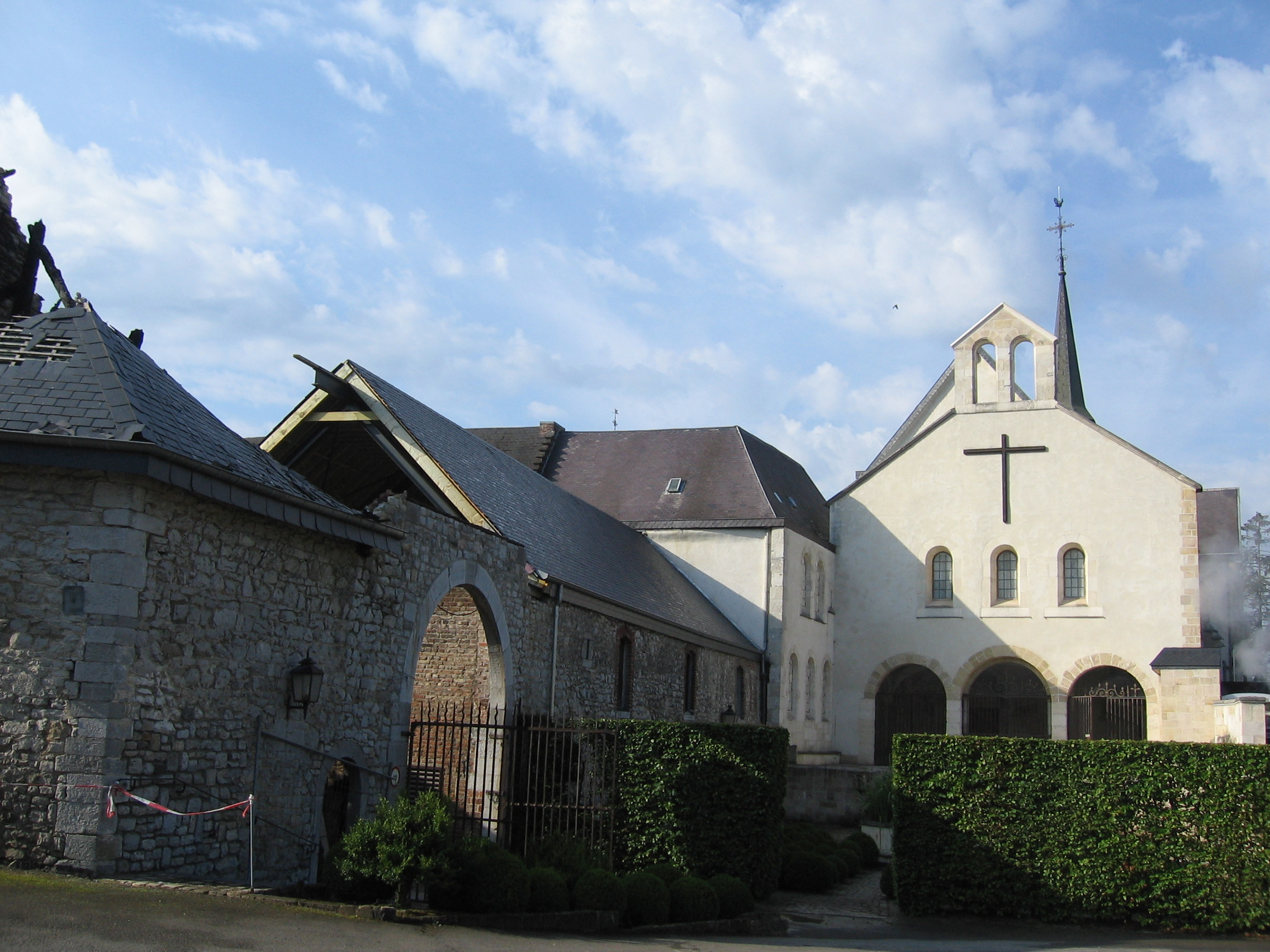
Abtei Notre-Dame de Saint-Rémy, Rochefort

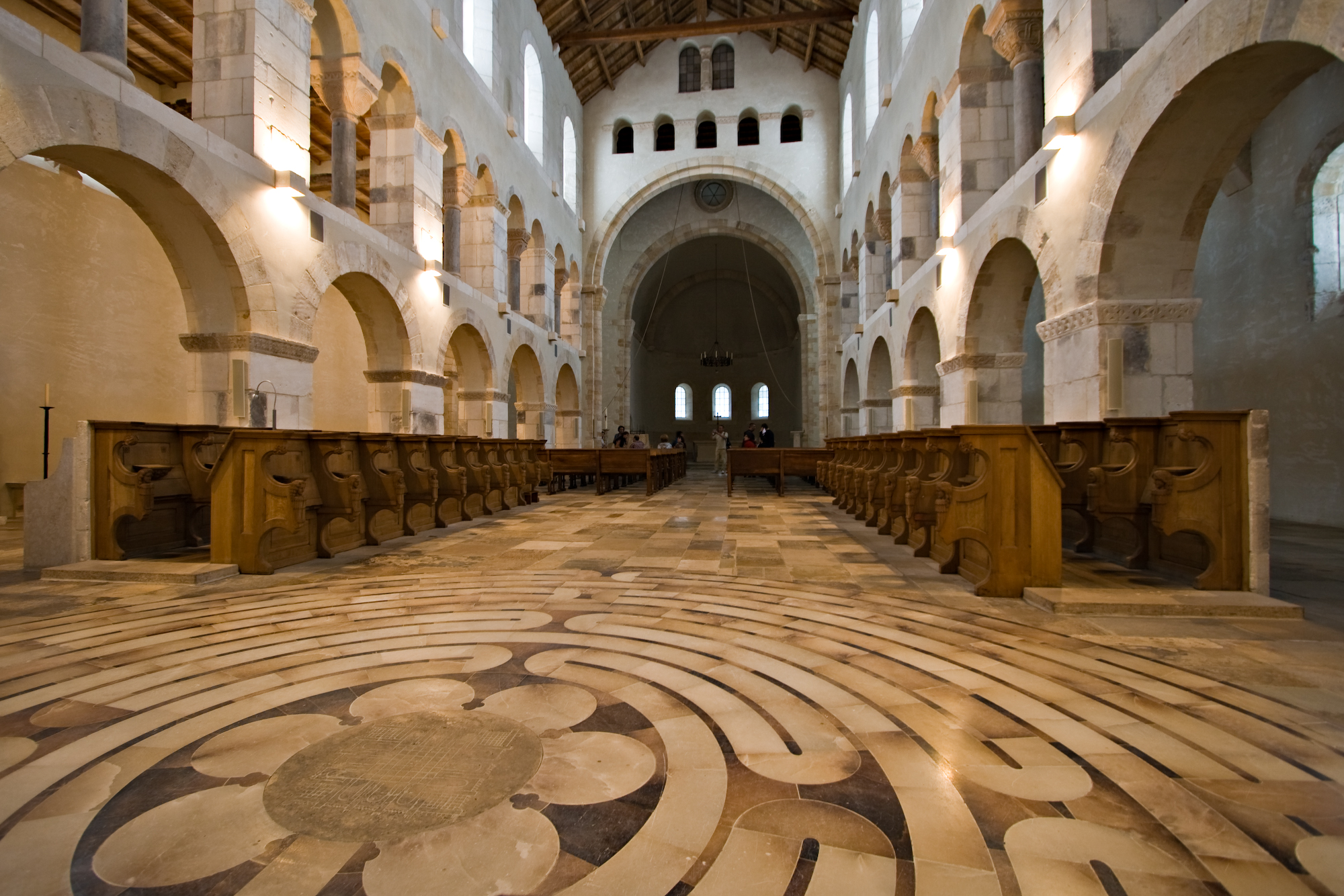
Inneres der Abteikirche (2007)

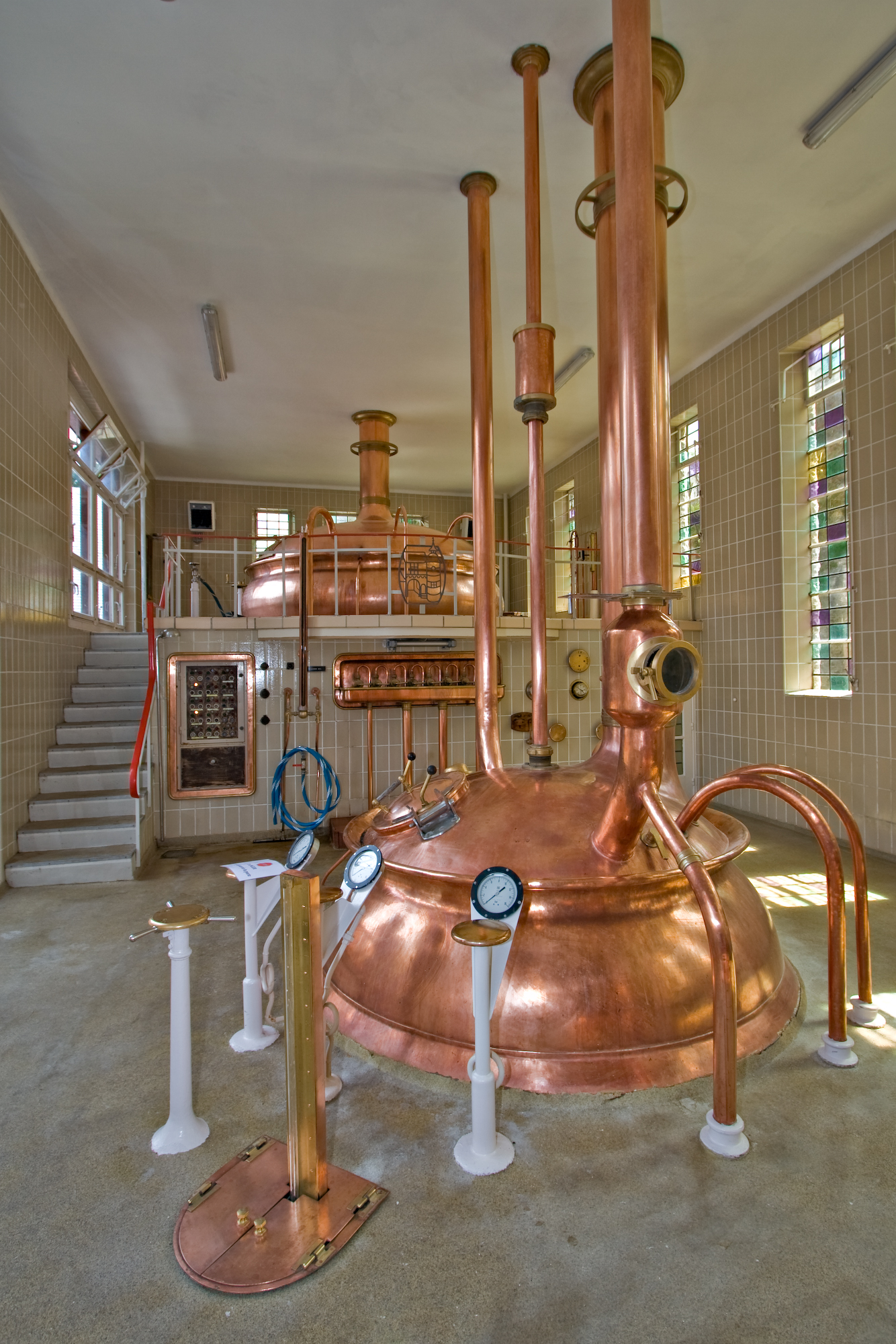
Klosterbrauerei (2007)

Die heutige Trappistenabtei Rochefort (auch: Abbaye Notre-Dame de Saint-Rémy; lat. Abbatia Beatae Mariae de Sancto Remigio) war von 1230 bis 1464 ein Kloster der Zisterzienserinnen und von 1464 bis 1797 der Zisterzienser und ist seit 1887 ein Kloster der Trappisten in Rochefort, Provinz Namur in Belgien.

## Geschichte
Das 1230 in der Gemarkung Saint-Rémy am Bach Biran bei Rochefort gestiftete Kloster Secours Notre Dame (Maria Hilfe) war bis 1464 von Zisterzienserinnen besiedelt. Dann veranlasste der schlechte Zustand des Klosters die Ordensleitung zu einem Tausch. Die Nonnen gingen in das Kloster Félipré, während die dortigen Zisterzienser nach Rochefort wechselten, wo sie das Kloster als 28. und letzte direkte Gründung von Cîteaux unter dem Namen Sanctus Remigius (Saint Rémy) wieder zur Blüte brachten (Janauschek Ordnungsnummer 732). Nach schwerer Schädigung wurde das Kloster 1664 wieder aufgerichtet (siehe die bestehende Inschrift: Curvata resurgo „Gebeugt stehe ich wieder auf“), bis es im Zuge des Vorrückens der Französischen Revolution 1797 zur Schließung (mit Teilabbau) kam. 1887 erwarben die Trappisten der Trappistenabtei Achel das Kloster (das 1891 zum Priorat und 1912 zur Abtei erhoben wurde) und bauten u. a. eine neue Abteikirche (1900 neugotisch, 1993 neuromanisch umgebaut). Von den alten Gebäuden haben das Eingangstor (1530), das Abtshaus (1705) und der Gästetrakt (1752) überlebt. Die Mönche unterhalten sich durch die Herstellung eines Trappistenbieres mit Namen Rochefort. 1954 wechselte die offizielle Klostersprache von Niederländisch zu Französisch.

### Obere, Prioren und Äbte
- Anselme Judong (1887–1909)
- Henri Kuypers (1909–1948)
- Félicien Jacques (1948–1969)
- Guido Devos (1969–1977)
- Hubert Morsomme (1977–1997)
- Jacques-Emmanuel Voisin (1997–2006)
- Gilbert Degros (2006–2025)
- Petr Skarohlid (seit 2025)

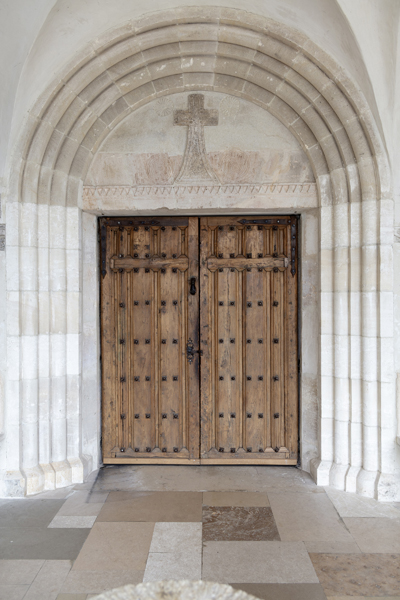
Eingang
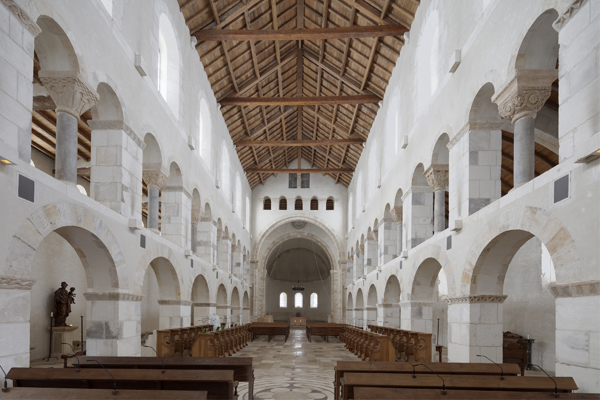
Innenraum
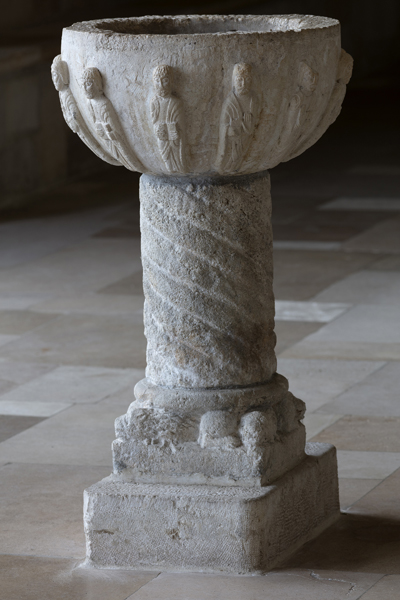
Taufbecken
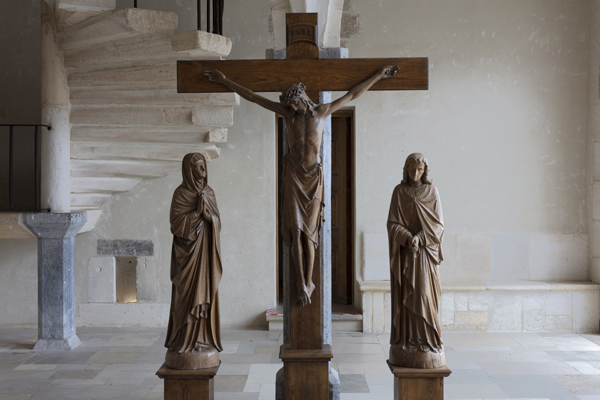
Kreuzigung
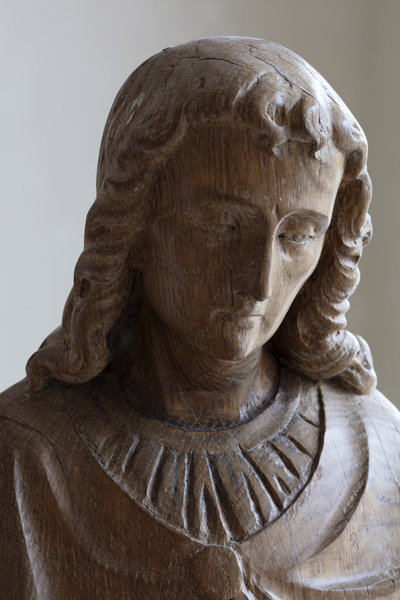
Detail